# Astrodontium secundum
Astrodontium secundum là một loài Rêu trong họ Leucodontaceae. Loài này được (Harv.) Besch. mô tả khoa học đầu tiên năm 1892.